# Montagnana Pistoiese
Montagnana Pistoiese è una frazione del comune italiano di Marliana, nella provincia di Pistoia, in Toscana.
Il borgo è situato sulle pendici meridionali dell'Appennino Tosco-Emiliano, a 326 metri sul livello del mare.

## Geografia fisica
Il paese si trova sul versante destro della media valle del Vincio di Montagnana, affluente di destra del torrente Ombrone Pistoiese, appartenente al bacino idrografico del Fiume Arno. La Valle del Vincio di Montagnana scende dal poggio Bersano, alto 1053 metri s.l.m., in direzione Sud-Ovest, fino alla pianura presso la periferia di Pistoia. A Ovest della Valle del Vincio di Montagnana si trova il crinale spartiacque con il bacino idrografico della valle della Nievole; a Est, invece s'incontra il crinale spartiacque con la valle del Vincio di Brandeglio. Montagnana Pistoiese è attraversata dalla SP17 che da Pistoia sale fino ad incontrare, a Femminamorta, la S.S. Mammianese-Marlianese, che da Pescia porta a Prunetta e Mammiano, nel comune di San Marcello Pistoiese, vicino all'incrocio con la S.S. dell’Abetone e del Brennero. Da Montagnana Pistoiese si dipartono, in mezzo a cedui di castagno ed abeti, numerosi sentieri di trekking nelle direzioni più disparate.

## Storia
La villa di Montagnana Pistoiese si trova menzionata in documenti storici già nel 1067; successivamente divenne un borgo fortificato sotto l'influenza diretta del Comune di Pistoia. La sua chiesa, dedicata a Santa Lucia ed a San Giusto, con molta probabilità risale al XII secolo, ma è documentata soltanto dal 1345. Nel 1600 e nel 1700 fu modificata e ampliata; tuttavia la parte settentrionale conserva tracce della struttura medioevale. La torre campanaria fu costruita nel 1724 sopra la porta di accesso dell'antico fortilizio. Le case più antiche del paese sono ancora quelle del borgo medioevale fortificato.

## Monumenti e luoghi d'interesse

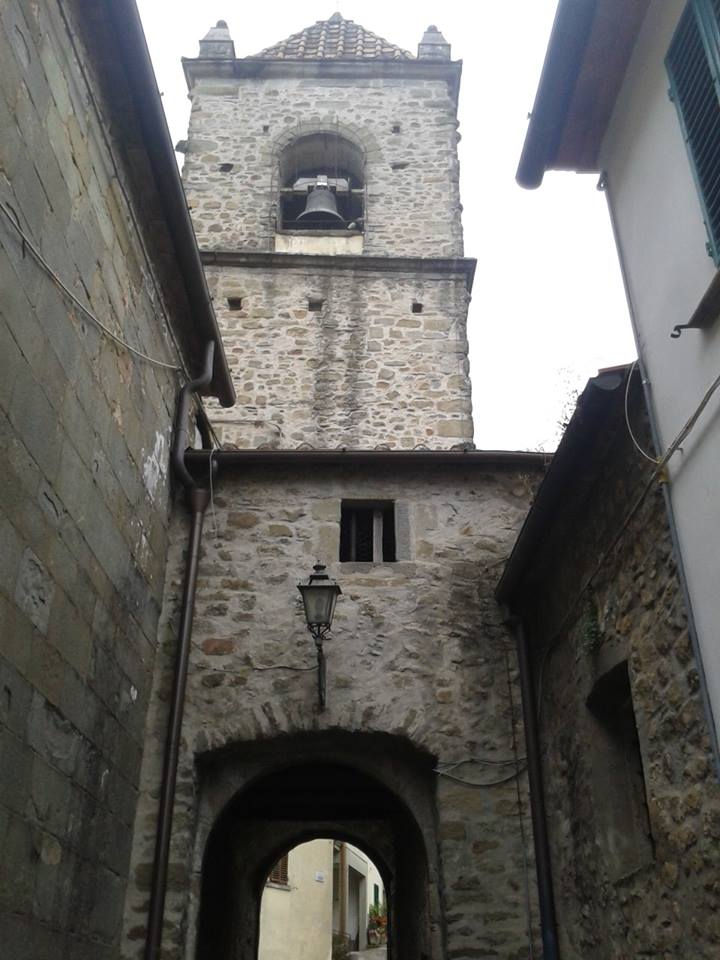
Torre campanaria e scorcio dell'antico muro della chieda medievale

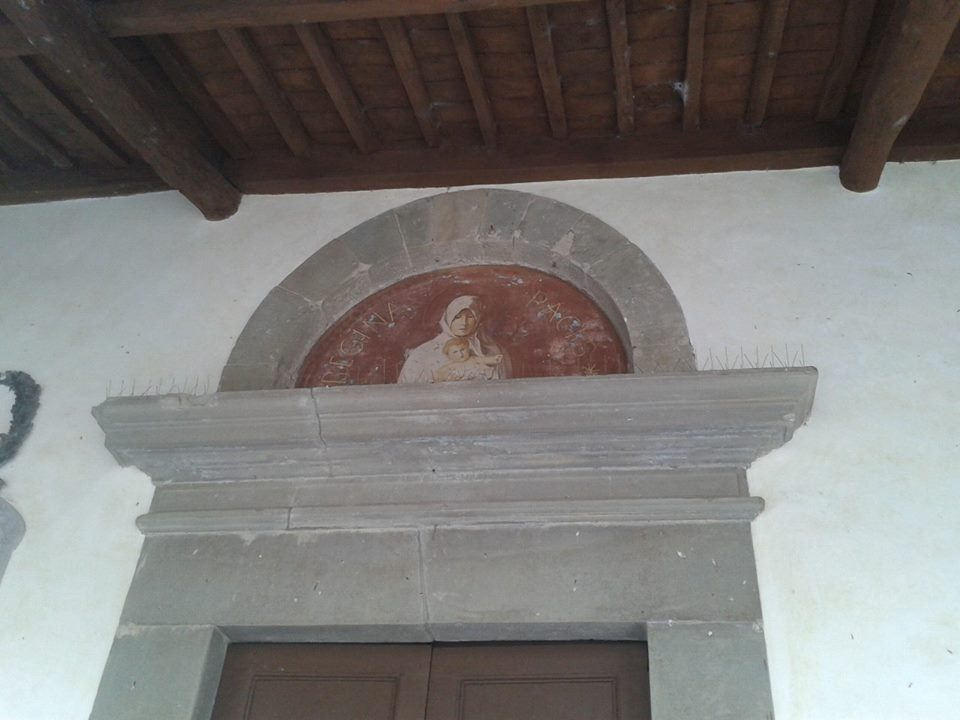
Arco di entrata della chiesa dei Santi Lucia e Giusto a Montagnana raffigurante la Madonna

### Architetture religiose

#### Chiese
- Chiesa dei Santi Lucia e Giusto[2]

#### Organi
- Organo storico dei maestri Tronci[3]

#### Torre campanaria
- Torre campanaria costruita sull'antica torre difensiva del borgo fortificato (anno 1724)

#### Mura medievali
- Fianco nord della chiesa medioevale, trasformata ed ampliata nei secoli XVII XVIII

### Architetture civili
- Antico ingresso al borgo fortificato
- Chiesa della Compagnia di San Sebastiano (sconsacrata)
- Antico metato (per la essiccazione delle castagne) ancora funzionante

## Istruzione
- Scuola dell'Infanzia - Istituto Comprensivo Statale "Anna Frank-Carradori"
- Scuola primaria "Samuele Romiti" - Istituto Comprensivo Statale "Anna Frank-Carradori"

## Economia
Nei secoli passati l'economia di Montagnana Pistoiese si basava prevalentemente sull'agricoltura, sull'allevamento del bestiame ovino, bovino e di bassa corte e sulla silvicoltura. Le produzioni agricole del passato erano rappresentate da grano, mais, orzo, olio di oliva, vino, patate, ortaggi e foraggio; quelle dell'allevamento del bestiame, da latte, burro, formaggio, ricotta, carne e lana. Ma la risorsa maggiore del passato era rappresentata dalla castanicoltura. Gli estesi castagneti da frutto, ben curati, offrivano infatti grosse quantità di castagne che raccolte, essiccate nel metato e trasformate nei mulini ad acqua in farina dolce, consentivano di preparare la polenta dolce, i necci, le caldarroste (in dialetto frugiate): questi cibi rappresentavano la base alimentare per la popolazione. I castagneti fornivano inoltre legna da ardere per cucinare e per riscaldare le abitazioni; legname da opera per produrre mobili rustici, infissi e travi per l'edilizia, staccionate, paleria. Anche le altre essenze arboree presenti nella zona, cerri, aceri, acacie, querce, roverelle, ontani, pioppi, ornelli ed altre, fornivano legna da ardere e fascine. Una parte della legna di castagno e non veniva poi convertita in '’carbone dolce'’: infatti nei boschi intorno a Montagnana Pistoiese era frequente imbattersi in una carbonaia fumante in ogni stagione, come accadeva del resto su tutta la montagna pistoiese. Un apporto economico minore lo fornivano la raccolta dei funghi e dei piccoli frutti: mirtilli, more, lamponi, fragole; poi vi erano le produzioni degli alberi da frutto e dell'apicoltura. Infine, un supporto economico alle famiglie proveniva anche dalla raccolta dei funghi eduli. L'apicoltura si avvantaggiava grazie alla presenza di folti castagneti e anche delle acacie. La preminenza in questo quadro delle produzioni dei castagneti da frutto, di alto fusto e cedui, ha fatto denominare dagli studiosi di storia economica ed agraria questo assetto economico-produttivo economia del castagno. Oggi tutte queste risorse hanno ormai perduto molta dell'importanza che rivestivano nel passato. Anche Montagnana Pistoiese ha conosciuto nel secolo scorso i fenomeni dell'emigrazione all'estero, dello spopolamento e dell'invecchiamento della popolazione; più di recente i residenti hanno ripreso però ad aumentare. Inoltre, sono sorte numerose strutture ricettive, ristorative, commerciali e di servizio. Sono presenti anche alcune attività artigianali.

### Turismo
Ogni anno Montagnana Pistoiese è tappa del Maggio Itinerante Pistoiese (Canti del Maggio)
La Pro Loco annualmente organizza
- Festa del Fungo Porcino (primo week-end di settembre)
- Sagra della Frugiata (seconda domenica di ottobre)

## Infrastrutture e trasporti
- SP17 Pistoia-Femminamorta
- Servizio Autobus Blubus linea 59

## Enti e associazioni
- Pro Loco Montagnana Pistoiese (fondata nel 1993)
- Associazione Culturale Montagnana

## Sport
- Squadra amatoriale UISP
- Nel paese è ubicato l'Hockey Stadium “Andrea Bruschi”, casa dell'Hockey Club Pistoia.